# Ulëty
Ulëty (in russo Улёты?) è un villaggio della Russia, centro amministrativo del distretto Ulëtovskij nel Territorio della Transbajkalia.
Il villaggio si trova 120 km a sud-ovest di Čita.